# 南九州税理士会事件
南九州税理士会事件（みなみきゅうしゅうぜいりしかいじけん）は、南九州税理士会に所属していた税理士が、寄付（政治献金）に使用する「特別会費」を納入しなかったこと（会費滞納）を理由として、南九州税理士会の役員選挙の選挙権・被選挙権を与えられなかったという事件。南九州税理士会政治献金事件、南九州税理士会政治献金徴収拒否訴訟とも言われる。
最高裁判所において、税理士会が税理士であれば強制的に参加する組織（強制加入団体）であることを理由として、税理士会による政治献金を会の目的の範囲外とした。強制加入団体の政治献金に関する司法判断が下された初めての事件である。

## 概要
税理士の強制加入団体の1つである南九州税理士会の会員である税理士Xが、政治献金として使用される特別会費5000円の納入を拒否したため、南九州税理士会は、役員選挙におけるXの選挙権・被選挙権を抹消し、X抜きにして役員選挙を行なった。そこで、Xは特別会費の納入の義務を負わないこと、および不法行為に伴う慰謝料を請求し、裁判所に出訴した。最高裁判決において、政治献金は税理士会の目的の範囲外の行為であり、そのために会員から特別会費を徴収する旨の税理士会の総会決議は会員の思想・信条の自由を考慮していないことから無効であるとされた。

## 経緯
税理士X（原告・被控訴人・附帯控訴人・上告人）は、税理士法の規定に基づき設立された税理士会Y（被告・控訴人・附帯被控訴人・被上告人）の会員である。Yは、1978年（昭和53年）6月の定時総会において、税理士法改正運動の特別資金とするため、各会員から5000円の特別会費を徴収し、各県の税理士政治連盟に全額配布する旨を決議した（以下、本件決議）。Xは、2年前に同様の決議が行われた際に、特別会費が政治献金（トンネル献金）として使用された実態を知っていたため、本件決議に反対し、特別会費の納入を拒否した。Yの役員選任規則には、会費を滞納している者は役員の選挙権および被選挙権を有しない旨が規定されているため、Xを選挙人名簿に登載しないまま、1979年（昭和54年）度から1995年（平成7年）度までに9回の役員選挙を実施した。Xは、本件決議は思想・信条の自由を侵害し、税理士会の目的の範囲外であると主張し、特別会費の納入義務が存在しないことの確認や損害賠償の支払いなどを求めて提訴した。

## 争点
争点は次の2点である。
1. 政治団体に対する政治献金は、税理士法に規定される税理士会の目的の範囲内であるか否か。
2. 政治献金のための特別会費の支払いの強制は、会員の思想・信条の自由を侵害するものであるか否か。

## 第一審
第一審の熊本地裁は、次のようにXの請求を認めた。

## 控訴審
第二審の福岡高裁は、次のように判示して第一審判決を破棄した。

## 上告審
最高裁は、Yの本件決議は税理士会の目的を超えるものとして違法であり無効であると判示し、Yの責任については自判して確定させ、損害賠償については福岡高裁に差し戻した。

## 差戻控訴審
1997年（平成9年）3月19日、福岡高裁において、和解金を支払うことなどを条件に、Xの主張を全面的に認める和解が成立した。